# François Nau (maire de Tours)
Pour les articles homonymes, voir Nau.
François Nau, écuyer, seigneur des Arpentis et de Panchien, fut maire de Tours de 1655 à 1656. 

## Biographie
Commis général des gabelles en Touraine, il est conseiller, notaire et secrétaire du roi, trésorier général de France au bureau des finances à Tours de 1644 à 1669 et conseiller au Parlement de Paris. 
Il est maire de Tours de 1655 à 1656. Sous son mairat est établi le premier dépôt de mendicité, en parallèle du prononcé de l'interdiction de mendicité dans la ville.
Il épouse la fille du maire Nicolas Leroux. Leur fils sera lieutenant-général au bailliage et siège présidial de Tours et conseiller au Grand Conseil.